# Hedrehely
Hedrehely è un comune dell'Ungheria di 531 abitanti situata nella contea di Somogy, nell'Ungheria centro-occidentale.